# Guido da Siena
Guido da Siena   (Itàlia, c. 1230 (Gregorià) - Siena, c. 1290 (Gregorià)) fou un pintor sienès actiu al segle xiii.

## Obres destacades
- Annunciazione (35,1 x 48,8 cm)
- Natività (36,3 x 47,6 cm)
- Adorazione dei Magi (34 x 46 cm)
- Presentazione al Tempio (34,5 x 48 cm)
- Strage degli innocenti (33 x 40 cm)
- Fuga in Egitto (34 x 46 cm)
- Bacio di Giuda (34 x 32,5 cm)
- Flagellazione (34 x 46 cm)
- Salita sulla croce (34,6 x 46 cm)
- Crocifissione (33 x 48 cm)
- Deposizione dalla croce (33,5 x 47 cm)
- Compianto (34 x 47,5 cm)[3][4]

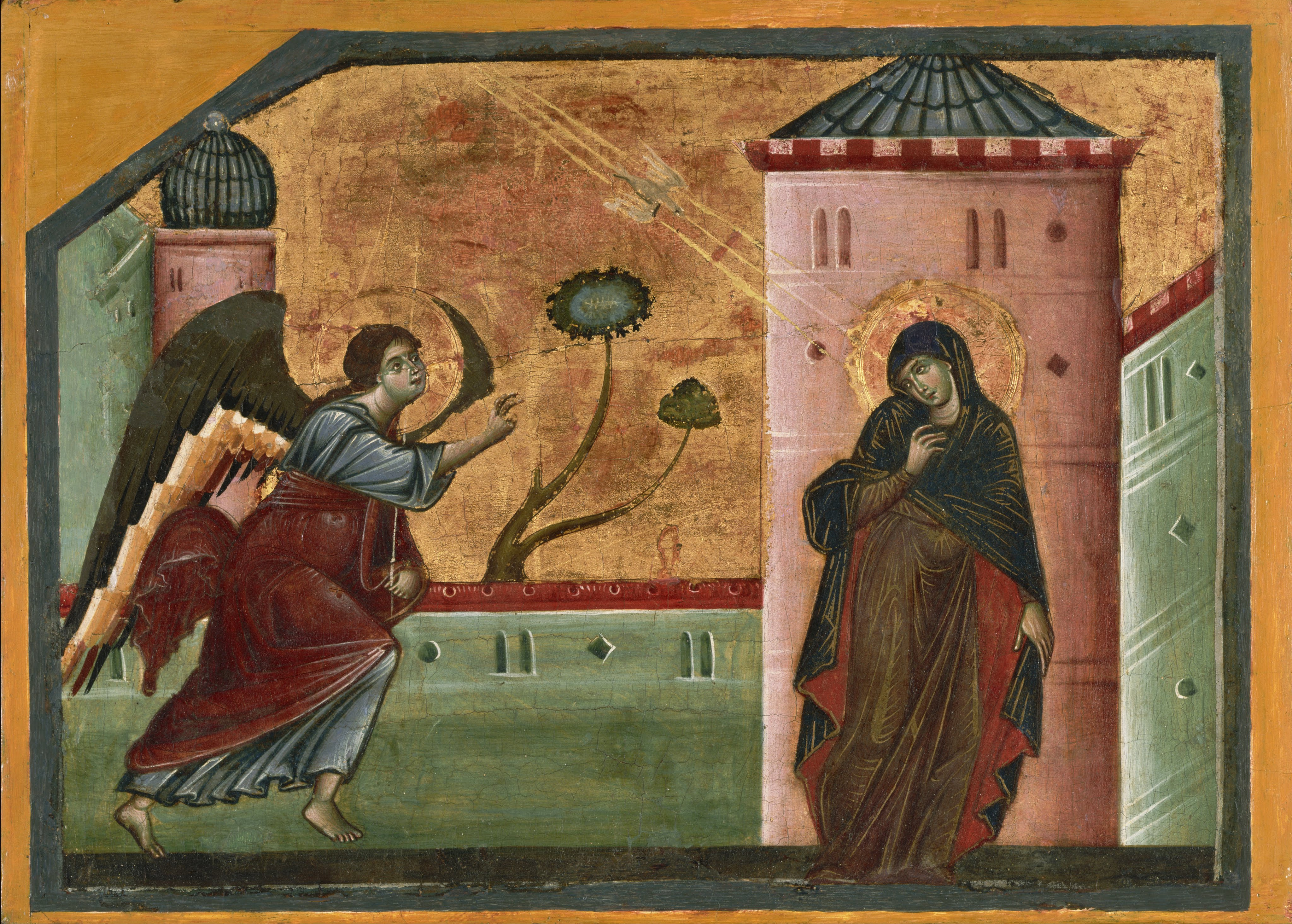
Annunciazione de Guido da Siena (Princeton University Art Museum, Estats Units)
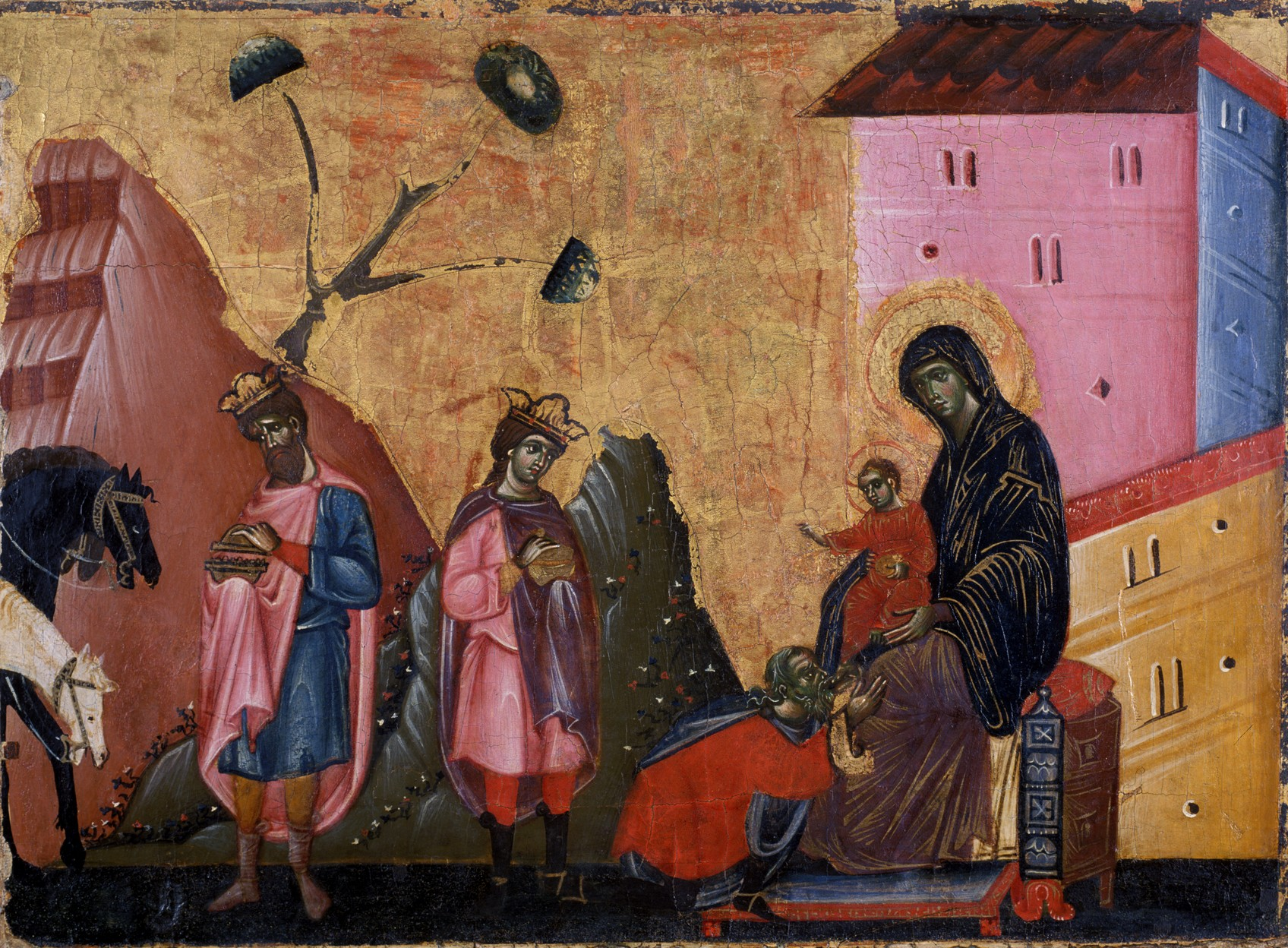
Adorazione dei Magi de Guido da Siena (Lindenau-Museum, Altenburg, Turíngia, Alemanya)
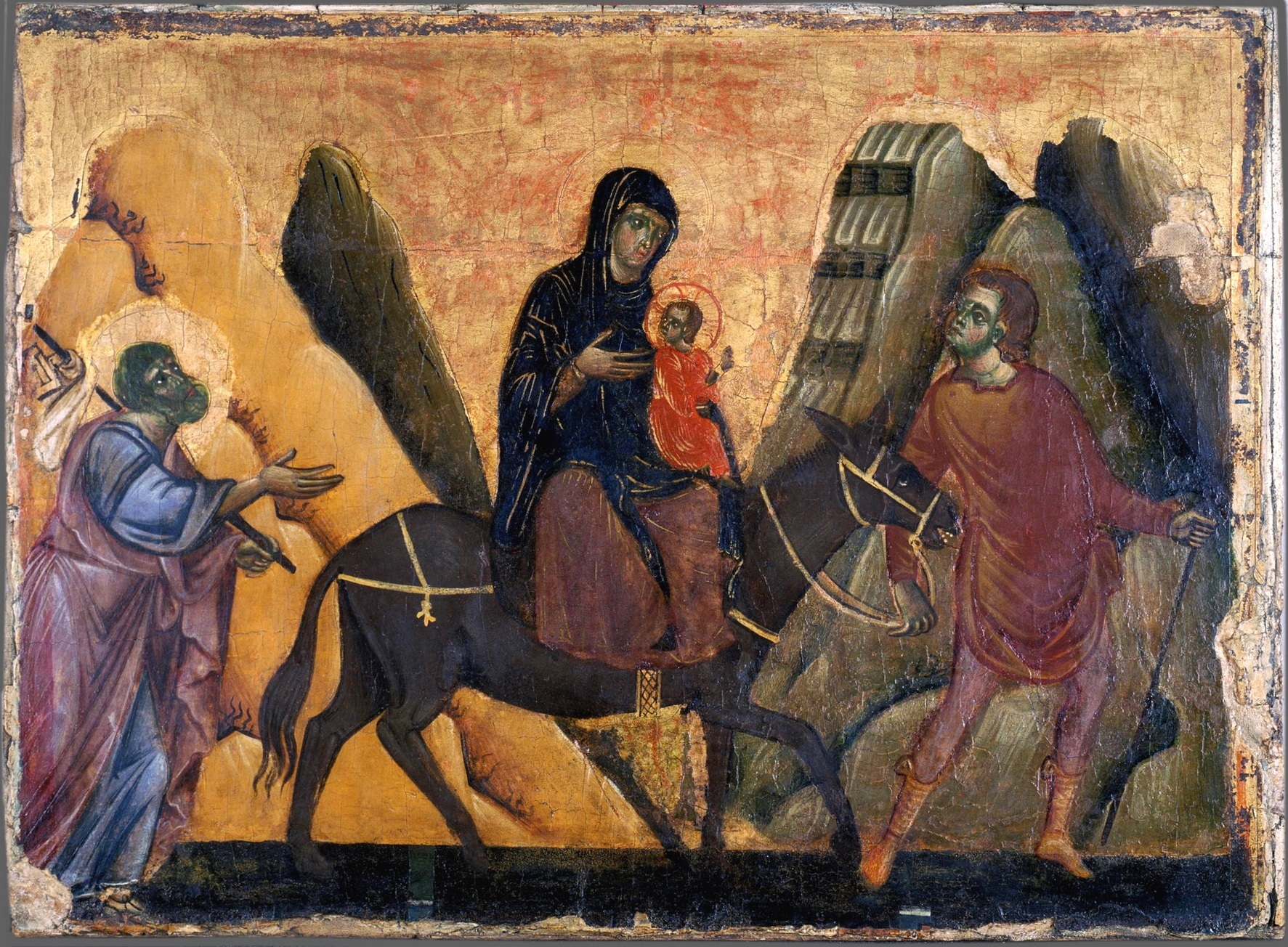
Fuga in Egitto de Guido da Siena